# 55 Tage in Peking
55 Tage in Peking ist ein US-amerikanischer Film aus dem Jahr 1963. Der Monumentalfilm behandelt den Boxeraufstand in Peking um die Jahrhundertwende 1899/1900, wurde aber fast vollständig in Spanien gedreht. Das Budget von 17 Millionen Dollar zeigt sich vor allem in den imposanten Bauten, den aufwendig inszenierten Schlachten und der prachtvollen Ausstattung.

## Handlung
Im Peking des Jahres 1900 bahnt sich eine Krise an: Kaiserin Tzu-Hsi versucht, der fremdenfeindlichen Bewegung der Boxer Einhalt zu gebieten, welche sich bis in die Umgebung der Stadt Peking ausgebreitet haben und Angriffe auf chinesische Christen und Ausländer verüben. Im Diplomatenviertel berät man währenddessen besorgt, wie die eigenen Leute im Falle einer Eskalation aus der Stadt zu evakuieren wären.
Die Situation eskaliert, als die Boxer am 20. Juni 1900 auf offener Straße den deutschen Botschafter ermorden, nachdem die Kaiserin dem Druck nachgegeben hat. So stürmen nun die Boxer mit Hilfe der kaiserlichen Armee gegen das Diplomatenviertel an, wo sich die rund 500 Europäer verschanzt haben, befehligt vom englischen Gesandten Arthur Robertson und dem amerikanischen Major Lewis. Es folgt ein listenreicher Verteidigungskrieg, darin eingebettet die Erzählung einiger Einzelpersonen und deren Schicksale, wie das der Baronin Natalie Ivanoff und der oben Erwähnten. 
Obwohl sich das Blatt einige Male wendet, behalten die rund 20.000 Chinesen die Oberhand und stoßen mit der Zeit unter großen Verlusten immer weiter vor. Doch nach 55 Tagen endet die Belagerung, da die alliierten Truppen der Vereinigten acht Staaten endlich eintreffen und Peking binnen kurzer Zeit einnehmen. Es folgt ein triumphaler Einzug der britischen, russischen, japanischen, amerikanischen, deutschen, französischen, italienischen und österreichischen Truppen.
Historischer Hintergrund des Films ist die Belagerung des Pekinger Gesandtschaftsviertels.

## Kritiken
„Actionprofi Andrew Marton (Der längste Tag) inszenierte die eindrucksvollen Schlachten, die Dimitri Tiomkin mit grandioser Musik adelte.“

„Bemerkenswert an diesem in der Handlung frei erfundenen Heldenepos in Starbesetzung sind nur die großartig inszenierten Kampfszenen und die Kameraarbeit.“

## Auszeichnungen
Der Film wurde für zwei Oscars in den Kategorien „Bester Titelsong“ (So Little Time) und „Beste Filmmusik“ nominiert. Die Titelmusik der deutschen Fassung wurde gesungen vom Botho-Lucas-Chor.

## Sonstiges
- Ein Problem war die Anwerbung einer ausreichenden Anzahl chinesischer Statisten. Dies wurde dadurch gelöst, dass in ganz Spanien so viele Chinesen wie möglich angeworben wurden, was zu dem Kuriosum führte, dass für die Dauer der Dreharbeiten die meisten Chinarestaurants in Spanien mangels Personal geschlossen wurden.

- Aus politischen Gründen konnte der Film nicht in Peking gedreht werden, daher wurde in der Nähe von Madrid auf einer Fläche von 243.000 Quadratmetern eine Kopie der Stadt Peking aus der Zeit um 1900 aufgebaut.

- Die Kostüme der Kaiserin, Prinz Tuans und anderer Personen in der Szene im königlichen Gericht waren allesamt Originale, eine reiche florentinische Familie hatte sie als Leihgabe für den Film zur Verfügung gestellt.

- Ein Kuriosum in der Eröffnungsszene ist das Abspielen der Nationalhymnen. Um die Vielfalt im Internationalen Viertel Pekings zu zeigen, werden in kurzer Folge die Nationalhymnen verschiedener Staaten durch Militärkapellen bei den Flaggenhissungen angespielt. Das Deutsche Reich wird mit dem Lied der Deutschen vorgestellt, das zum damaligen Zeitpunkt aber nicht Nationalhymne war. Um 1900 wäre bei einem solchen Ereignis im Ausland vermutlich eher Heil Dir im Siegerkranz gespielt worden, das allerdings wegen Vorbehalten der süddeutschen Staaten auch nicht offizielle Nationalhymne des Reiches war. Die Melodie wäre aber identisch mit der Hymne des Vereinigten Königreiches God Save the Queen gewesen, die ebenfalls in der Nationalhymne Liechtensteins und ehemals in der Schweizer Hymne Verwendung fand.

- Der spätere japanische Filmregisseur Jūzō Itami spielt in diesem Film eine Nebenrolle.

- Der deutsche Film Alarm in Peking befasste sich bereits ein Vierteljahrhundert zuvor mit derselben Thematik.